# Тутарінов Іван Васильович
Тута́рінов Іва́н Васи́льович (нар. 19 червня 1904 — пом. 19 червня 1978) — радянський воєначальник, генерал-полковник, 9-й командувач ПДВ СРСР (березень 1959 — липень 1961).

## Біографія
Тутарінов Іван Васильович народився 19 червня 1904 року у Красному Яру в сім'ї козака Астраханського козачого війська. До служби в армії працював при Астраханській губернській ЧК секретарем політбюро по Красноярському повіту і порученцем при помічнику уповноваженого ГПУ, на рибному промислі рибного тресту і в повітовому комітеті комсомолу.

### Військова служба
У вересні 1923 року добровільно вступив в РСЧА і був направлений в 3-ю Самарську кавалерійську школу. У вересні 1924 року після її розформування переведений до 2-ї Борисоглібсько-Ленінградської кавалерійської школи. У вересні 1926 року після закінчення школи призначений у 63-й кавалерійський полк 1-й особливої кавалерійської бригади ім. тов. Сталіна в Москві: командир взводу, ТВО командира ескадрону, ТВО помічника начальника штабу полку.
У червні 1931 року закінчив кавалерійські курси удосконалення командного складу РСЧА в Новочеркаську, призначений командиром ескадрону. З жовтня 1932 року — помічник начальника штабу полку. У листопаді 1936 року закінчив Військову академію ім. М. В. Фрунзе і був призначений начальником 2-ї частини штабу Особливою кавалерійської дивізії ім. І. В. Сталіна. З листопада 1937 року виконував посаду начальника штабу 61-го кавалерійського полку цієї дивізії. З січня по липень 1938 року тимчасово командував полком.
З липня 1939 року виконував посаду начальника 1-ї частини, а з лютого 1940 року — начальника штабу 36-ї кавалерійської дивізії 3-го кавалерійського корпусу Білоруського особливого військового округу. У складі дивізії брав участь у вторгненні Червоної армії в Західну Білорусію, окупації Литви та в радянсько-фінській війні 1939—1940 років. У березні 1940 року підполковник Тутарінов був призначений начальником штабу 14-го механізованого корпусу Західного особливого військового округу.

### Німецько-радянська війна
З початком німецького вторгнення до Радянського Союзу корпус у складі 4-ї армії генерал-майора Коробкова О. А. Західного фронту бився у Прикордонної битви. Участь в організації та нанесенні контрудару по наступаючим німецьким військам у районі міст Берестя і Кобринь. Після того, як 25 червня був поранений комкор, генерал Оборін С. І., Тутарінов вступив у командування корпусом. У цих боях був також поранений.
У вересні 1941 року призначений командиром 77-ї кавалерійської дивізії, яка перебувала в стадії формування. У січні 1942 року дивізія увійшла в підпорядкування 14-го кавалерійського корпусу Архангельського військового округу, а у квітні того ж року була передана в підпорядкування 2-ї ударної армії генерал-лейтенанта Власова А. А. і незабаром розформована. У травні Тутарінов І. В. був призначений командиром 12-ї Кубанської козачої кавалерійської дивізії Північно-Кавказького військового округу, яка в цей час займала оборону по узбережжю Таганрозької затоки, маючи завдання не допустити висадки морського десанту противника.
З липня 1942 року частини 12-ї Кубанської козачої кавалерійської дивізії в ході Армавір-Майкопської оборонної операції вели бойові дії в районі на південь від Азова, прикриваючи відхід військ 18-ї армії. Наказом НКО від 27 серпня 1942 року дивізія Тутарінова була перетворена в 9-у гвардійську Кубанську козацьку кавалерійську дивізію, а йому присвоєне звання генерал-майор.
У вересні 1942 дивізія увійшла до складу Північної групи військ Закавказького фронту і брала участь у Нальчицько-Орджонікідзевській оборонній та Ростовській наступальній операціях. У ході Донбаської наступальної операції частини кавалерійської дивізії звільнили Великий Токмак. В подальшому дивізія у складі 4-го Українського фронту вела бої за Турецький вал, брала участь у Березнегувато-Снігуревській і Одеській наступальних операціях.
Наприкінці травня 1944 року дивізія була виведена в резерв Ставки ВГК і на початку червня передислокували на 1-й Білоруський фронт. 23 червня з початком операції «Багратіон» 9-та гвардійська козача кавалерійська дивізія генерала Тутарінова І. В., як складова кінно-механізованої групи генерал-лейтенанта Плієва І. О. успішно діяла в Бобруйській та Мінській наступальних операціях. У липні 1944 генерал-майор Тутарінов І. В. був поранений і до вересня перебував у госпіталі, потім був призначений начальником 2-го Тамбовського кавалерійського училища.
З березня 1945 року обіймав посаду начальника відділу бойової підготовки штабу командувача кавалерією Червоної армії.

### Післявоєнний час
З квітня 1946 року генерал-майор Тутарінов І. В. — начальник відділу бойової підготовки, а з липня 1947 р. — заступник начальника штабу кавалерії Сухопутних військ. Після закінчення вищих академічних курсів при Вищій військовій академії ім. К. Є. Ворошилова — слухач 2-го курсу основного факультету академії. У грудні 1951 року закінчив її і був призначений 1-м заступником начальника штабу — начальником оперативного відділу штабу Уральського військового округу.
З 1954 року — 1-й заступник начальника штабу Прикарпатського військового округу, а з листопаді 1956 — начальник штабу Сибірського військового округу. З грудня 1956 року — начальник штабу — заступник командувача військами Південної групи військ. З квітня 1958 року — 1-й заступник командувача військами і член Військової ради групи військ.
У березні 1959 року генерал-лейтенанта Тутарінова І. В. призначено командувачем Повітрянодесантними військами. У 1961 році йому було присвоєно звання генерал-полковника, а в липні того ж року він був призначений командувачем військами Уральського військового округу.
З вересня 1965 року — представник Головного командування Об'єднаних збройних сил держав — учасниць Варшавського договору в Угорській народній армії. З квітня 1972 року у розпорядженні головнокомандувача Сухопутних військ. У вересні 1972 року звільнений у відставку.
Депутат Верховної Ради СРСР кількох скликань.